# Базель I

## Історія
«Міжнародна конвергенція щодо вимірювання та вимог до капіталу» або коротко «Базель І», яка вийшла у липні 1988 року, мала на меті збільшення солідності та стабільності міжнародної банківської системи, створення однакових конкурентних умов для міжнародно-активних банків. Головна ідея «Базель І» полягала в стандартизації регулятивних положень за принципом — «однаковий ризик, однакові правила, однаковий капітал», наслідком якого був однаковий розмір резервів капіталу для однакових обсягів ризику (див. також статтю про банківське регулювання та нагляд). 
У рамках «Базель І» було визначено низку принципів та правил, які є концептуально логічними і обґрунтованими, та водночас приділяють належну увагу специфічним рисам існуючих систем нагляду та бухгалтерського обліку в окремих країнах-членах Базельського Комітету з питань банківського нагляду. Необхідно підкреслити, що даний документ розроблено з метою встановлення мінімального рівня резервного капіталу для діючих у міжнародних масштабах банків. Вітчизняні органи банківського нагляду мали можливість встановлювати рівень капіталу вищий за мінімальний. Основою «Базель І» є формула стандартного співвідношення активів і позабалансових операцій до капіталу. Відповідно стандартний коефіцієнт капіталу до активів, зважених за коефіцієнтами кредитних та ринкових ризиків, має бути встановлений на рівні 8%, при чому коефіцієнт основного капіталу до зважених за кредитним ризиком активів має як мінімум дорівнювати 4%. 
Перша версія «Базель І», опублікована в липні 1988 року, зазнала шести змін, останню — 1998. “Поправка до «Базель І» щодо включення ринкових ризиків” від січня 1996 року є найвагоміша. За кількістю сторінок вона є вдвічі більшою за оригінальний документ. Вважалася наступним кроком вперед до солідності та стабільності міжнародної банківської системи і фінансових ринків, а також коректурою курсу Комітету в напрямку дискреційного нагляду. Її мета полягала в утворенні додаткових резервів з метою покриття збитків із ринкових ризиків, пов’язаних з торговою діяльністю банків. Разом з цим, впроваджувалася низка якісних стандартів (до цього існували тільки кількісні) для процесу менеджменту ризику. Потрібно зазначити, що резерви під ринкові ризики не розраховуються за аналогією до кредитних ризиків. Суттєвою відмінністю є те, що вони не множаться на 8% коефіцієнт платоспроможності.

## Регулятивний капітал
Регулятивний капітал є ключовим елементом у «Базель І». В рамках банківського регулювання його основна функція полягає у в захисті коштів вкладників та кредиторів у разі виникнення непередбачених негативних ситуацій. Таким чином забезпечується безперервна діяльність банку, оскільки реалізовані неочікувані збитки покриваються за рахунок регулятивного (власного) капіталу, частка якого тримається як резерв. 
Необхідно розмежувати поняття власного та регулятивного капіталу, які часто використовуються як синоніми. Регулятивний капітал виводиться із балансових показників банку, зокрема, власного капіталу. Але як власний капітал, так і вартість активів визначаються з метою надання звітності акціонерам, кредиторам та податковим органам. Додатково, правила, що регламентують визначення позицій балансу розрізняються між державами. Окрім цього, певні компоненти балансового капіталу можуть не вноситись в касу банку (наприклад, зареєстрований, але не сплачений статутний капітал). Із регулятивного капіталу вираховується також гудвіл, який є нематеріальним активом. З метою забезпечення міжнародної стандартизації до певного рівня «Базель І» намагається визначити розмір капіталу, незалежного від специфіки систем фінансової звітності.
Отже, регулятивний капітал є капіталом, який банк може використовувати на покриття неочікуваних збитків з різних ризиків. Він складається з капіталу 1, 2 та 3 рівнів, при цьому із загального капіталу (це, як правило, капітал 1 та 2 рівнів) здійснюються певні відрахування. Для дотримання певної структури регулятивного капіталу існують обмеження розміру певних елементів капіталу. Наприклад, передбачається обмеження розміру додаткового капіталу розміром основного.
Регулятивний капітал 1 та 2 рівнів використовується в першу чергу на покриття збитків із кредитних ризиків. Він повинен покривати 8% всіх зважених за ризиком активів, тобто регулятивний капітал має бути більшим від суми ризиків. Невикористаний для покриття кредитних ризиків капітал 1 та 2 рівнів та капітал 3 рівня використовуються для покриття збитків з-під ринкових ризиків, зокрема, для ризиків торгового портфелю, валютних і сировинних ринкових ризиків як торгового, так і банківського портфелів. Інші ризики можуть покриватися банками на добровільній основі або за вимогою національних органів нагляду.

### Основний капітал
Ключовим елементом регулятивного капіталу є основний капітал або капітал 1 рівня. Він вважається єдиним спільним елементом для банківських систем усіх країн, оскільки його складові відображено в опублікованих балансах. 
Відповідно до «Базель І» його елементами є:
1. Сплачений акціонерний капітал, зокрема випущені та повністю сплачені акції, звичайні акції, некумулятивні безстрокові привілейовані акції.
2. Розкриті резерви, сформовані за рахунок оподаткованого надлишку, який складається з нерозподіленого прибутку, надбавки до курсу акцій, загальних резервів та фондів, що відповідають визначеним критеріям, наприклад, надходження до них здійснюється за рахунок оподаткованих доходів або неоподаткованих доходів, скорегованих на всі можливі податкові зобов’язання тощо.
3. Відрахування балансової вартості гудвілу з основного капіталу.

### Додатковий капітал
Існування додаткового капіталу або капіталу 2 рівня пояснюється намаганнями Базельського Комітету врахувати індивідуальні характеристики банківських систем окремих країн. Деякі з нижче перелічених елементів додаткового капіталу не визнаються окремими органами нагляду. Проте останнім дозволено визначати нові елементи. Розмір додаткового капіталу обмежений розміром основного капіталу. Додатковий капітал складається з наступних елементів:
1. Нерозкриті або незаявлені резерви формуються за рахунок оподаткованого нерозподіленого прибутку, який банкам деяких країн дозволено зберігати як нерозкриті резерви. Незалежно від того, що резерви не публікуються у балансовому звіті, вони повинні бути такої ж високої якості як і розкриті резерви, необмежено і швидко доступними для банку з метою якнайшвидшого покриття непередбачених збитків.
2. Резерви з переоцінки активів можуть утворюватися в результаті переоцінки основних засобів банку (це, як правило, власні приміщення) в зв’язку зі змінами їх ринкової вартості; а також виникати внаслідок утворення прихованої вартості, яка результує із довгострокового володіння цінними паперами, що оцінюються в балансі за ціною придбання. Прихована вартість підлягає 55% дисконту.
3. Загальні резерви створюються для захисту банку від майбутніх неідентифікованих збитків, a саме неідентифікованих знижень якості конкретних активів або групи активів. Необхідно зазначити, що такі резерви не можуть перебільшувати 1,25% додаткового капіталу.
4. Інструменти гібридного капіталу поєднують певні характеристики акцій та боргових цінних паперів. Кожен інструмент має особливі властивості, які впливають на якість капіталу. Зазначені інструменти можна за певних умов включити до додаткового капіталу.
5. Інструменти субординованого строкового боргу мають на відміну від інструментів, згаданих у пункті 4, суттєві недоліки в зв’язку з фіксованим терміном погашення та нездатністю покривати збитки, окрім як при ліквідації банку. З цієї причини, їх можна зараховувати до 50% основного капіталу максимально.

### Відрахування
Із загального регулятивного капіталу відраховуються такі позиції:
1. В разі нездійснення консолідації споріднених компаній з материнським товариством необхідно вирахувати інвестиції в неконсолідовані банківські та фінансові споріднені компанії з регулятивного капіталу з метою запобігання багаторазового використання одних і тих же капітальних ресурсів у різних частинах групи.
2. Рекомендується також відраховувати інвестиції в капітал інших банків та фінансових установ, хоча це питання вважається спірним. В деяких країнах існують вимоги щодо здійснення таких відрахувань з метою відмови банківської системи від утворення перехресного капіталу.

З метою покриття збитків, що виникають із ринкового ризику, вітчизняний орган може дозволити використовувати капітал 3 рівня (і тільки з таким призначенням), у максимальному розмірі суми вільного додаткового капіталу та 2,5 кратного вільного основного капіталу. Капітал 3 рівня складається виключно з короткострокових субординованих зобов’язань, які при виконання ними певних критерій зараховуються до регулятивного капіталу.

## Оцінка кредитних ризиків
Для більшості банків основним є кредитний ризик, відомий також як ризик дефолту контрагента. В літературі розрізняється п’ять категорій активів та інструментів, які мають відношення до кредитного ризику. Це різні види балансових вимог (категорії 1-3), позабалансових зобов’язань та інструментів (категорія 4), та інструментів пом’якшення ризику (категорія 5), що застосовуються до вимог та інструментів, зазначених у категоріях 1-4.
Для всіх класів вимог основною складовою формули розрахунку резервів під кредитні ризики є коефіцієнт ризику, який множиться на балансову вартість вимоги та на 8%. Розмір коефіцієнта ризику залежить від типу контрагента (наприклад, банки отримують, як правило, 20% коефіцієнт ризику, а підприємства — 100%), а також від того, до якої групи країн він належить. Це пов’язано з ризиком щодо країни, який вважається подальшим аспектом кредитного ризику. Перший враховується за методом розмежування двох визначених угрупувань країн, які мають різний рівень кредитоспроможності:
- до першої групи країн з високою кредитоспроможністю зараховуються країни-ординарні члени ОЕСР або країни, які узгодили з МВФ спеціальні умови щодо кредитування, пов’язані з «Загальним положенням про позичання» (надалі — країни ОЕСР);
- до другої належать усі інші країни, які не увійшли до першої групи, а також країни першої групи, які змінили графік повернення своїх зовнішніх державних боргів і тому вважаються виключеними з зазначеної групи упродовж п’яти років (надалі — країни поза ОЕСР).

1. Вимоги до державного сектора поділяються на три групи:
  1. Вимоги до центрально-урядової влади країн ОЕСР отримають нульовий коефіцієнт. Можливі деякі винятки.
  2. Вимоги до нецентрально-урядових установ та установ державного сектора матимуть низький коефіцієнт. Вітчизняні органи на власний розсуд визначають відповідний коефіцієнт серед можливих альтернатив (0, 10, 20 або 50%) для вітчизняних установ. Для іноземних установ країн ОЕСР цей коефіцієнт має становити 20%.
  3. Вимоги до центрального уряду та центральних банків поза ОЕСР отримають 100% коефіцієнт.
2. Серед вимог до банківського сектора виділяються також три групи:
  1. Короткострокові (= залишковий строк погашення менше 1 року включно) вимоги до банків незалежно від країни їхньої реєстрації отримують 20% коефіцієнт ризику.
  2. Довгострокові (= залишковий строк погашення більше 1 року) вимоги до банків із ОЕСР отримують 20% коефіцієнт ризику, а вимоги до банків поза ОЕСР — 100%.
  3. Вимоги до міжнародних банків розвитку (МБРР, МАБР, Азіатський БР, Африканський БР, ЄІБ) отримують 20% коефіцієнт.
3. До інших вимог відносяться, зокрема, грошові кошти, в тому числі, і золоті злитки, які отримують 0% коефіцієнт ризику. Для грошових документів при інкасації діє 20% коефіцієнт. 100% коефіцієнт надається, зокрема вимогам до комерційних компаній, в тому числі тим, які є власністю державного сектора, вимогам до приватного сектора тощо.
4. Позабалансові зобов’язання та інструменти
Існує дві категорії позабалансових інструментів: традиційні та новітні. Традиційними позабалансовими інструментами є насамперед зобов’язання, які можуть в разі їх виникнення перерости в балансову вимогу. Їх необхідно враховувати, оскільки несуть для банку потенційний ризик у майбутньому. Це, зокрема, гарантії, акцепти тощо, яких з метою оцінки потрібно конвертувати в еквіваленти кредитних ризиків шляхом множення номінальної суми зобов’язання на фактор кредитної конверсії (англ.: «Credit conversion factor»/ CCF), та на коефіцієнт ризику та 8%. CCF можна розглядати як ймовірність перетворення позабалансового зобов’язання в балансовий актив. Існує чотири класи CCF (0, 20, 50, 100%), зарахування операцій до яких може змінюватися національними органами нагляду.
Існує широкий спектр новітніх позабалансових інструментів. До них зараховуються форвардні, свопові та опціонні контракти тощо. Врахування ризиків таких контрактів потребує особливого підходу. Розрахунок резервів для новітніх позабалансових інструментів здійснюється за формулою: кредитний еквівалент х коефіцієнт ризику х 8%.
5. Інструменти пом’якшення ризику
Інструменти пом’якшення ризику застосовуються з метою зменшення ризику банку, пов’язаного з володінням окремими активами. Проте «Базель І» визнає тільки обмежене коло таких інструментів. Насамперед, це застави та гарантії. Для новітніх позабалансових інструментів дозволено застосовувати двосторонній неттінг.

В результаті, сума активів та позабалансових інструментів, помножених на коефіцієнт ризику, на 8% та, за потреби, на CCF, співвідноситься до регулятивного капіталу 1 та 2 рівнів. Якщо це співвідношення дорівнює 1 або більше, це означає, що необхідні резерви перевищують регулятивний капітал. Банк буде змушений скоротити свої активи або збільшити регулятивний капітал. В іншому випадку орган нагляду застосовуватиме до нього певні штрафні санкції.
```
   Активи х CCF x Коефіцієнт ризику х 8 %
   --------------------------------------- ≤ 1
   Регулятивний капітал 1 та 2 рівнів
```

## Оцінка ринкових ризиків
Методи розрахунку резервів під ринкові ризики є дещо іншими, аніж для кредитних ризиків. У рамках «Базель І» охоплюються:
1. ринкові ризики облігацій та акцій торгового портфелю, а також пов’язані з ними позабалансові інструменти;
2. валютні і сировинні ринкові ризики всіх активів та вимог (а також з ними пов’язаних позабалансових інструментів), тобто як торгового, так і банківського портфелю.

Ризики зміни процентної ставки, курсу акцій, облігацій та пов’язаних з ними позабалансових інструментів поділяються на загальний та специфічний ризики. Загальний ризик визначається як ризик мінливості цін усього ринку. Вимірюється, наприклад, за допомогою ціни індексу акцій. Специфічний ризик визначається як ризик того, що курс окремої облігації або акції в щоденній торгівлі зміниться більше або менше, аніж ринок взагалі. Така зміна може бути раптовою та пов’язаною, наприклад, з пропозицією купівлі акцій однієї фірми іншою. Застосовуючи модель CAPM, можна сказати, що загальний ринковий ризик відповідає систематичному, а специфічний можна трактувати як несистематичний ризик.
Існує два альтернативних методи оцінки ринкових ризиків — стандартний та внутрішньо-модельний. Базою стандартного методу є «компонентний принцип». Згідно з ним, специфічний та загальний ринковий ризик облігацій, акцій та пов’язаних з ними позабалансових інструментів торгового портфелю розраховується окремо за визначеними методами. Окремо розраховуються також резерви під валютний та сировинний ризики банківського і торгового портфелів. Сума зазначених розрахунків становить розмір резервів під ринкові ризики банку.
Внутрішні моделі пов’язані з використанням банками власних методів менеджменту ризику. Банки зацікавлені в їх застосуванні, оскільки отримують більшу свободу при розрахунку резервів під ринкові ризики. Наприклад, в рамках внутрішніх моделей дозволяється враховувати кореляційні ефекти між різними категоріями ризику. Але оскільки існує загроза їх недоцільного використання банком потрібно забезпечити послідовність та гнучкість таких моделей. З іншого боку, необхідним є й мінімальний рівень прозорості та стандартизації вимог щодо резервів капіталу. Тому використання внутрішніх моделей обумовлене наявністю дозволу з боку вітчизняного органу банківського нагляду, який надається в залежності від виконання банком певних вимог до його системи ризик-менеджменту. 
Для ринкового ризику — аналогічно кредитному — існує також стандартне співвідношення. Сума резервів під ринковий ризик розраховується в повному обсязі за стандартним або внутрішньо-модельним методом. Знайдена сума розрахунку резервів без додаткових множень на 8% співвідноситься до регулятивного капіталу 3 рівня та вільного капіталу 1 та 2 рівнів.
```
           Сума резервів під ринковий ризик
   ------------------------------------------------- ≤ 1
    Капітал 3 рівня + вільний капітал 1 та 2 рівнів
```

## Застосування в Україні
Як зазначається в листі НБУ від 30.12.2004 № 42-412/4010-13749, вітчизняне банківське законодавство базується на «Базель І» за винятком поправки щодо включення ринкових ризиків від 1996 року. Останній факт пояснюється обмеженістю ринкових ризиків в українських банках, а також «переконаністю у тому, що існуючі економічні нормативи враховують різні компоненти ринкового ризику, але у спосіб, що відрізняється від запропонованого Базельським комітетом». Зокрема, чутливість банку до ринкового ризику перевіряється системою рейтингування «CAMELS».  В Україні також не імплементовані такі елементи «Базель І» як гібридний капітал в рамках регулятивного капіталу та оцінка ризику дефолту контрагента в новітніх позабалансових операціях. Проте використання останніх операцій взагалі ще не передбачено вітчизняним законодавством. Окрім цього частково змінені коефіцієнти ризику.

## Критика “Базель І“
«Базель І» зазнав швидкого та значного поширення. Але в зв’язку зі швидким розвитком банківського сектора в 1990х роках, у зазначеній рекомендації виявилось з часом все більше недоліків, які спричинили невідповідність вимог до рівня резервів капіталу раціонально обґрунтованому розміру. Внаслідок цього, резерви в розмірі 8%, утворені для кредиту, наданому контрагенту з високим рейтингом, були надто високими (надкапіталізація банку), а для контрагента з низьким рейтингом були надто низькими (недокапіталізація банку). Це примусило Комітет зробити наступний крок у напрямі забезпечення стабільності та солідності міжнародної фінансової системи та розпочати консультацію щодо “Базель ІІ“. “Базель І“ продовжував бути чинним паралельно до “Базель ІІ“ аж до його об’єднання із останнім документом у загальну версію “Базель ІІ“ у червні 2006 року.